# Cathassach mac Máele Cáich
Cathassach mac Máele Cáich (mort en 682) est le 12e roi de Dál nAraidi issu des Cruithnes en Ulaid.

## Contexte
Aux VIe et VIIe siècles, le Dál nAraidi fait partie d'une confédération de tribus Cruthines en Ulaid dont il est la principale composante. Cathassach est d’ailleurs désigné comme roi des Cruthin dans les Annales d'Ulster.
Cathassach est le fils de  Máel Cáich mac Scannail († 666), qui fut brièvement roi en 666. et règne de 681 à 682. 
À l'aube du VIIIe siècle, des maraudeurs britonnique sont actifs dans le nord est de l'Irlande. En 682 Cathassach affronte les envahisseurs  Britons lors de la  bataille de Ráith Mór, à l'est d'Antrim, la capitale de son royaume. Cathassach est tué au combat ainsi qu'un autre roi Cruthin nommé, Ultán fils de Dícuill de Latharna, dans l'actuel Comté d'Antrim.

## Sources
- (en) Francis John Byrne, Irish Kings and High-Kings, Dublin, Courts Press History Classics, 2001 (ISBN 1-851-82-196-1), p. 287 Kings of Ulster (Cruthin) Table n°7.
- (en) Gearóid Mac Niocaill, Ireland before Vikings, Dublin, Gill & Macmillan, 1972 (ISBN 0-71710-558-X), p. 138 Rulers of Dál nAraide 625-792